# لارنس بریتین
لارنس بریتین (انگلیسی: Lawrence Brittain؛ زادهٔ ۹ نوامبر ۱۹۹۰) ورزشکار روئینگ اهل آفریقای جنوبی است.
وی در مسابقات کشوری و بین‌المللی در مجموع برندهٔ ۱ مدال نقره شده‌است.